# Pet Sounds
Pet Sounds är ett musikalbum av The Beach Boys, utgivet 16 maj 1966. Albumet var gruppens tolfte och är producerat av Brian Wilson. Det räknas ofta bland de främsta popalbumen i modern tid.

## Inspelning och utgivning
Brian Wilson hade 1965 slutat turnera med The Beach Boys och koncentrerade sig helt på låtskrivande och inspelning. Efter att ha hört The Beatles album Rubber Soul inspirerades han att försöka överträffa den LP:n med Pet Sounds. Albumet var närmast Wilsons soloalbum och han övervägde rent av att släppa det under eget namn, men valde att använda resten av The Beach Boys. Låten "Caroline, No" från albumet utgavs som singel under Wilsons eget namn. 
På albumet kan man höra ovanliga "musikinstrument" som tomma flaskor använda som trumstockar, cykelringklockor och hundvisselpipor, men också många klassiska orkesterinstrument, bland annat ett valthorn på "God Only Knows".
Mer material från inspelningarna av albumet gavs 1997 ut på 4-CD-boxen The Pet Sound Sessions .

## Mottagande
Albumet nådde Billboardlistans tiondeplats. På UK Albums Chart nådde det en andraplats. 
Tidningen Rolling Stone utsåg 2003 albumet till det näst bästa genom tiderna, efter Beatles Sgt. Peppers Lonely Hearts Club Band. Paul McCartney har i en intervju berättat att det var Pet Sounds som fick honom att vilja överträffa sig själv, vilket mynnade ut i just Sgt. Peppers Lonely Hearts Club Band. 
Albumet har inspirerat långt fler musiker än de dåtida. Svenske Håkan Hellström skrev till exempel i en hyllning till Beach Boys-låten "Jag var bara inte gjord för dessa dar" ("I Just Wasn't Made for These Times").
2010 gjordes en dokumentär om inspelningen av albumet i serien Classic Albums.

## Låtlista
Samtliga låtar skrivna av Tony Asher och Brian Wilson, om annat inte anges.
Sida 1
1. "Wouldn't It Be Nice" - 2:22
2. "You Still Believe in Me" - 2:30
3. "That's Not Me" - 2:27
4. "Don't Talk (Put Your Head on My Shoulder)" - 2:51
5. "I'm Waiting for the Day" (Mike Love/Brian Wilson) - 3:03
6. "Let's Go Away for Awhile" (Brian Wilson) - 2:18
7. "Sloop John B" (Trad. arr. Wilson) - 2:56

Sida 2
1. "God Only Knows" - 2:49
2. "I Know There's an Answer" (Mike Love/Terry Sachen/Brian Wilson) - 3:08
3. "Here Today" - 2:52
4. "I Just Wasn't Made for These Times" - 3:11
5. "Pet Sounds" (Brian Wilson) - 2:20
6. "Caroline, No" - 2:52

Bonusspår på CD-utgåvorna
- "Unreleased Backgrounds" (finns bara på CD-utgåvan från 1990)
- "Hang On to Your Ego"  (Finns på CD-utgåvorna från 1990 och 2001)
- "Trombone Dixie" (finns bara på CD-utgåvan från 1990)

## Singlar
Singlar från albumet med b-sida, utgivningsdatum samt placering på singellistan i USA respektive Storbritannien.
- "Caroline, No"/"Summer Means New Love", 7 mars 1966, US #32
- "Sloop John B"/"You're So Good to Me", 21 mars 1966, US #3, UK #2
- "Wouldn't It Be Nice"/"God Only Knows", 11 juli 1966, US #8 ("God Only Knows" US #39, UK #2)
- "Let's Go Away for Awhile", utgiven som b-sida till "Good Vibrations"
- "Here Today", utgiven som b-sida till "Darlin'"